# Mamoru Samuragōchi
Mamoru Samuragōchi (佐村河内守?, Samuragōchi Mamoru; Hiroshima, 21 settembre 1963) è un compositore giapponese il cui nome era associato a famose composizioni diventate colonne sonore di videogiochi quali Resident Evil e Onimusha.
Soprannominato il "Beethoven moderno" dai media, entrò nelle cronache mondiali nel febbraio 2014 quando venne svelato che la maggior parte delle opere a lui attribuite nei precedenti diciotto anni vennero scritte e composte in realtà da un'altra persona. Egli ha sempre sostenuto durante la sua carriera di essere sordo, affermazione anche questa messa in discussione dal ghostwriter della sua musica, il quale affermò che Samuragōchi in realtà possedesse un udito perfetto, e che la sua sordità fosse una messinscena. In seguito a queste affermazioni Samuragōchi confessò di aver riacquistato parzialmente l'udito nel 2011.

## Biografia
Samuragōchi nacque nella prefettura di Hiroshima il 21 settembre 1963, da genitori entrambi hibakusha (persone contaminate dalle radiazioni del bombardamento atomico su Hiroshima nel 1945). Da quanto si legge nella sua biografia ufficiale iniziò a studiare pianoforte all'età di quattro anni. Cominciò a soffrire di emicrania quando era al liceo, e a trentacinque anni perse completamente l'udito. A causa di questa menomazione i media, una volta raggiunto il successo, gli affibbiarono il soprannome di "Beethoven moderno". Dopo aver conseguito il diploma iniziò a studiare e comporre musica da autodidatta, senza iscriversi all'università o a una scuola di musica, a causa della sua avversione per i moderni metodi di composizione.
Acquisì notevole notorietà negli anni novanta, grazie al successo di alcune composizioni a lui attribuite, diventate colonne sonore di videogiochi quali Resident Evil e Onimusha. Altre composizioni di successo sono Hiroshima Symphony (Sinfonia di Hiroshima nº1), utilizzata per le cerimonie solenni a Hiroshima in commemorazione delle vittime del bombardamento, Sonatina per violino e Symphony of Hope, composta in seguito al terremoto del Tohoku del 2011.
Il 31 marzo 2013 comparve in un documentario di cinquanta minuti chiamato Tamashii no senritsu: Oto o ushinatta sakkyokuka (魂の旋律 ～音を失った作曲家～? "La melodia dell'anima: il compositore che ha perso l'udito") trasmesso dall'emittente televisiva giapponese NHK. Nel documentario Samuragōchi incontrava i sopravvissuti al terremoto nel nord del Giappone.

## Caso "ghostwriter"
I primi dubbi sulle effettive capacità di compositore di Samuragōchi vennero sollevati dal compositore Takeo Noguchi in un articolo intitolato "Zen tsunbo no tensai sakkyokka" Samuragōchi Mamoru wa honmono ka (「全聾の天才作曲家」佐村河内守は本物か? "Il genio-compositore sordo" - Mamoru Samuragōchi è autentico?) pubblicato sul numero di novembre 2013 della rivista Shincho45. Nell'articolo Noguchi sosteneva che una delle prime composizioni di Samuragōchi fosse un adattamento di brani poco noti scritti da musicisti quali Gustav Mahler, rifiutandosi quindi di credere alla sua storia. Precedentemente alcuni tabloid avevano insinuato che i media giapponesi fossero a conoscenza del suo finto handicap e che avallassero di proposito il continuo della farsa: nel gennaio 2013 un giornalista dell’Asahi Shimbun durante un'intervista si stupì nel constatare che il compositore si fosse recato ad aprire la porta dopo aver sentito suonare il citofono. Quest'episodio non fu riportato nell'articolo.
Il 5 febbraio 2014, durante una conferenza stampa, Samuragōchi rivelò che la musica a esso attribuita fin dal 1996 era in effetti opera di un ghostwriter. Il giorno seguente Takashi Niigaki, musicista, compositore e insegnante della scuola di musica Toho Gakuen di Tokyo, durante un'altra conferenza rivelò di essere lui il compositore che scrisse la maggior parte dei brani per Samuragōchi. Niigaki inoltre sostenne che anche la sordità di Samuragōchi fosse una messinscena, in modo da creare un personaggio da affiancare alla sua immagine pubblica, e che la maggior parte delle informazioni inserite nella sua biografia fossero false.
Il motivo che spinse Niigaki a confessare dopo gli anni passati in silenzio fu perché una delle composizioni attribuite a Samuragōchi venne utilizzata dal pattinatore giapponese Daisuke Takahashi come brano per la sua esibizione ai giochi olimpici di Sochi del 2014. 
Il 12 febbraio seguente, Samuragōchi inviò una lettera di scuse alla redazione del Mainichi Shimbun confessando che effettivamente divenne sordo all'età di trentacinque anni, ma riacquistò in parte l'udito nel 2011.
Per il suo ruolo da ghostwiter Niigaki, che compose circa venti brani su commissione, fu pagato dallo stesso Samuragōchi 7 milioni di yen (50.000 euro). A seguito dell'accaduto la casa discografica di Samuragōchi, la Nippon Columbia, bloccò la vendita dei suoi dischi e cancellò le date dei suoi concerti. Inoltre la città di Hiroshima decise di revocare il riconoscimento "Hiroshima Citizens' Award" concessogli nel 2008.
Il 7 marzo 2014, durante una conferenza stampa tenutasi a Tokyo, Samuragōchi proferì scuse ufficiali nei confronti dei suoi ammiratori, dichiarando inoltre che avrebbe vissuto il resto della sua vita pentendosi delle sue azioni.